# Jedi Starfighter
El jedi Starfighter o El Delta-7 Jedi Starfighter era un vehículo utilizado por la Orden Jedi, que fue modificado por la inteligencia Jedi cuando los separatistas formaron la confederación independiente de sistemas y ya casi era inminente la guerra, el prototipo fue probado por la maestra Adi Gallia semanas antes del ataque de los clones y este llevaba armas como torpedos, cañones laser, descargas de energía y ondas choque de sonido. La nave permitía viajar de un sistema planetario a otro para completar misiones a su piloto Jedi con un droide astromecánico. Fue utilizado de manera formal por Obi-Wan Kenobi en su investigación del intento de asesinato de la senadora Padmé Amidala, durante la incursión a Geonosis dirigida por el maestro Mace Windu fueron 200 jedis en esa legion, en las Guerras Clon por Adi Gallia, Anakin Skywalker y Saesee Tiin y demás jedis.
Se puede pilotar en el juego arcade Star Wars: Jedi Starfighter, y también aparece en el juego arcade 3D 
Star Wars: Galactic Battlegrounds: Clone Campaigns. Ambos fueron publicados en 2002.
- Datos: Q11162945